# Niccolò Ridolfi
No se debe confundir con Niccolò Ridolfi (1578–1650), maestro general de los dominicos.
Niccolò Ridolfi  (Florencia, 1501 - Roma, 31 de enero de 1550) fue un eclesiástico italiano.

## Biografía
Hijo de Piero Ridolfi, reputado hombre de negocios florentino, y de Contessina de Médici, que era hija del gobernador de Florencia Lorenzo el Magnífico y de Clarice de Médici, Niccolò tuvo un inicio precoz y un rápido ascenso en la carrera eclesiástica gracias a su tío materno León X, que con cerca de 15 años le nombró protonotario apostólico, y con solo 16, en el consistorio celebrado en 1517, cardenal diácono de SS. Vito y Modesto, que posteriormente cambió por la diaconía de Santa Maria in Cosmedin y la de Santa Maria in Via Lata.
En distintos periodos durante los pontificados de León X, Adriano VI, Clemente VII y Paulo III fue arzobispo de Florencia y administrador de las diócesis de Orvieto, Vicenza, Forli, Viterbo, Salerno e Imola. 
Fallecido de apoplejía a los 49 años durante la celebración del cónclave de 1549-50 una semana antes de que fuera elegido papa Julio III, fue sepultado en la iglesia de Sant'Agostino de Roma.